# Litefoot
 (octobre 2016).
Si vous disposez d'ouvrages ou d'articles de référence ou si vous connaissez des sites web de qualité traitant du thème abordé ici, merci de compléter l'article en donnant les références utiles à sa vérifiabilité et en les liant à la section « Notes et références ».
Gary Paul Davis, plus connu sous le nom de scène Litefoot, est un rappeur et acteur américain, né le 1er mars 1969. 
Il est le fondateur de Record Label.

## Biographie
Il est notamment connu dans le rôle de Ours rapide, une figurine dans L'Indien du placard, et le rôle de Nightwolf dans Mortal Kombat : Destruction finale.

## Filmographie
- House of Cards
- Les Experts : Miami
- Adaptation
- Twentynine Palms
- Any Day Now
- The Pearl
- Associées pour la loi
- Picture of Priority
- Song of Hiawatha
- Mortal Kombat : Destruction finale
- Kull le Conquérant
- L'Indien du placard

## Discographie
- 1992 - The Money EP
- 1994 -  Seein' Red
- 1996 - Good Day To Die
- 1998 - The Clown Kutz
- 1998 - The Life & Times
- 1998 - Red Ryders Vol. 1
- 1999 - Red Ryders Vol. 2
- 1999 - Rez Affiliated
- 1999 - The Lite Years 1989–1999 - The Best of Mr. Foot
- 2001 - Tribal Boogie
- 2002 - The Messenger
- 2003 - Native American Me
- 2004 - Redvolution
- 2008 - Relentless Pursuit